# 安貞門駅
安貞門駅（あんていもんえき、中国語：安贞门站、拼音：Ānzhēnmèn zhàn）は、北京市朝陽区に位置する北京地下鉄10号線の駅である。

## 駅構造
島式ホーム1面2線及び相対式ホーム1面1線を有する地下駅。元々は8号線直通列車の臨時停車ホームとして1面を増設したものの、最終的に8号線は10号線と独立したために、臨時ホームは使用されていない。
| ホーム | 対面式ホーム（北側） | 対面式ホーム（北側）           |
| ホーム | 線路                 | ■10号線巴溝方面                |
| ホーム | 線路                 | ■10号線勁松方面                |
| ホーム | 島式ホーム（南側）   |                                |
| ホーム | 線路                 | 元■8号線臨時ホーム、現在未使用 |

## 駅周辺
- 安貞門址

## 歴史
- 2008年7月19日 - 開業。

## 隣の駅
北京地下鉄
■10号線
北土城駅 - 安貞門駅 - 恵新西街南口駅
座標: 北緯39度58分33秒 東経116度23分58秒 / 北緯39.9757度 東経116.3994度